# Metalhead (Black Mirror)
"Metalhead" é o quinto episódio da quarta temporada da série de antologia Black Mirror. Foi escrito por Charlie Brooker e dirigido por David Slade. O episódio foi exibido pela primeira vez pela Netflix, junto com o resto da quarta temporada em 29 de dezembro de 2017.
Sendo totalmente filmado em preto e branco, "Metalhead" segue a jornada de Bella (Maxine Peake) tentando fugir de "cães" robóticos após um colapso inexplicável da sociedade humana. Os "cães" foram inspirados nos cães robóticos da Boston Dynamics como o BigDog. As gravações do episódio foram rodadas na Inglaterra, com o auxílio de tecnologia LIDAR empregadas nas cenas da perspectiva do cachorro. A duração de 41 minutos faz de "Metalhead" o episódio mais curto de Black Mirror.
O episódio possui um enredo simples e foi recebido com críticas em sua maioria positivas. Ele foi comparado ao filme The Terminator, já que ambos os trabalhos apresentam máquinas perseguindo humanos. A mensagem do episódio foi amplamente debatida, com análises discutindo questões sobre inteligência artificial e a cena final apresentando uma caixa de ursinhos de pelúcia. Aspectos como o enredo e a duração curta do episódio receberam críticas mistas, enquanto a atuação de Peake e a direção de Slade foram elogiadas, juntamente com a cinematografia e o projeto dos cães.

## Enredo
Em uma paisagem pós-apocalíptica, Bella (Maxine Peake), Anthony (Clint Dyer) e Clarke (Jake Davies) dirigem até um armazém para encontrar algo que ajude a aliviar a dor de Jack, que está morrendo. Enquanto Clarke rouba uma van, Bella e Anthony invadem o armazém. Eles encontram a caixa que procuram, mas atrás dela está um guarda robótico de quatro patas — um "cão". O cão pulveriza Bella e Anthony com estilhaços contendo rastreadores, então desce e atira em Anthony. Bella deixa a caixa para trás e foge até seu carro, com Clarke seguindo na van. O cão pula dentro da van, mata Clarke e persegue Bella. Quando ele finalmente entra em seu carro, ela joga o carro de um penhasco e escapa.
Bella usa um alicate para extrair o rastreador embutido em sua perna. Utilizando um walkie-talkie, ela pede a alguém para transmitir uma mensagem para seus entes queridos, caso ela seja morta. Bella é perseguida pelo cão em uma floresta, escalando uma árvore próxima. O braço do cão foi danificado quando ele escapou do acidente de carro, impossibilitando-o de subir na árvore. Em vez disso, ele desliga e espera. Bella resolve gastar sua energia repetidamente jogando doces nele, fazendo-o subir e descer. Quando o cão para de reagir, Bella desce. Ela chega até um complexo e o invade.
Bella encontra as chaves de um carro e pega uma espingarda de dois corpos apodrecendo no quarto. Quando o sol nasce, o cão recarrega sua bateria e entra no complexo. Conforme o cão se aproxima, Bella salta e joga tinta em seu sensor visual e, em seguida, joga a lata de tinta no canto da sala para distraí-lo e corre para o carro. No entanto, o carro não pega ignição, então ela liga o rádio e se esconde. Enquanto o cão investiga o barulho, Bella atira nele. O cão a apunhala na perna; ela atira novamente e ele cai no chão. Momentos antes de quebrar, o cão aciona seu último sistema de defesa e lança estilhaços em Bella, todos com rastreadores embutidos.
No espelho do banheiro, Bella vê muitos rastreadores em seu rosto. Ela levanta uma faca, mas percebe que tem um rastreador na sua veia jugular. Bella fala em seu walkie-talkie, sem saber se está sendo ouvida, e diz adeus a seus entes queridos. Quando ela coloca a faca em sua garganta, a câmera avança sobre a paisagem, mostrando cães se aproximando e investigando. No armazém, é mostrado o conteúdo da caixa — dezenas de ursinhos de pelúcia — caído no chão.

## Produção
Enquanto a primeira e a segunda temporada de Black Mirror foram exibidas pelo Channel 4 no Reino Unido, em setembro de 2015, a Netflix encomendou a série para 12 episódios e, em março de 2016, cobriu a oferta do Channel 4 pelos direitos de distribuição da série no Reino Unido por US$ 40 milhões. A encomenda dos 12 episódios foi dividida em duas temporadas de seis episódios cada. Os seis episódios da quarta temporada foram lançados na Netflix simultaneamente em 29 de dezembro de 2017. "Metalhead" foi listado como o quinto episódio ainda que, vide a independência de cada episódio, ele pode ser visto em qualquer ordem.
"Metalhead" é o episódio mais curto de Black Mirror com duração total de 41 minutos. Ele foi escrito pelo criador da série, Charlie Brooker, e dirigido por David Slade. Maxine Peake estrela o episódio como Bella. Joel Collins trabalhou como designer de produção. A edição da música foi feita por Al Green, com a trilha sonora apresentando composições de Krzysztof Penderecki e incluindo algumas trilhas previamente utilizadas no filme de terror The Shining, de 1980.

### Desenvolvimento

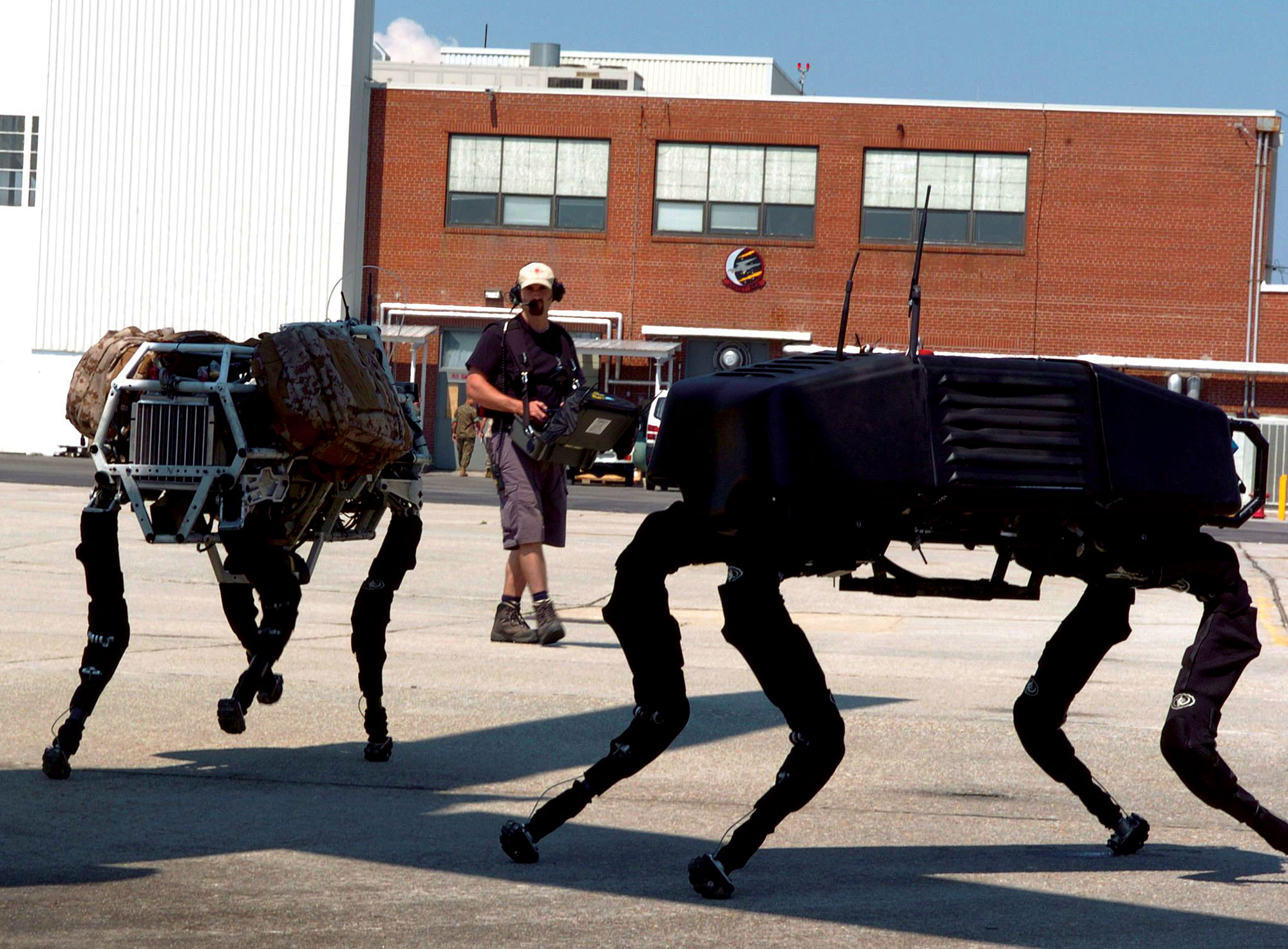
O episódio foi inspirado por produtos de robótica como o BigDog da Boston Dynamics.

Filmado em preto e branco, o episódio apresenta uma estética nunca antes empregada em Black Mirror. Foi uma ideia sugerida pelo diretor David Slade para remeter aos antigos filmes de terror e combiná-los à "natureza opressora" do episódio. No conceito original, Brooker queria que o episódio fosse totalmente isento de diálogos, semelhante ao filme All Is Lost. Brooker sugeriu usar os filmes Duel e Tubarão, ambos de Steven Spielberg, como inspiração enquanto The Texas Chain Saw Massacre serviu de influência para Slade. A produtora executiva Annabel Jones sentiu que a história apresentava um mundo sem esperanças, e filmar "um mundo sem cor parecia o correto". Slade relatou que embora ideias de eventos biológicos ou apocalipses tenham sido consideradas, o episódio não sugere uma história de fundo para o mundo do episódio no intuito de dar ênfase ao conflito entre Bella e o cão.
Brooker teve a ideia central do episódio enquanto assistia a vídeos dos produtos robóticos da Boston Dynamics, como o BigDog. Ele descobriu que havia algo "assustador" em como os produtos, se derrubados, pareceriam impotentes enquanto trabalhavam para retomar sua posição. Brooker capturou essa ideia na cena em que o cão quebra a janela traseira da van mas acaba saindo de suas pernas. De acordo com Slade os cães possuem "inteligência artificial suficiente para resolver problemas", e não têm sentimentos ao contrário de muitos robôs na ficção. O seu projeto do cão passou por muitas iterações, com o objetivo de que parecesse algo assustador, fosse projetado com bastante funcionalidade e matasse de forma brutal.
No roteiro original de Brooker era mostrado um humano operando o cão de sua casa, incluindo uma cena em que o operador deixava a "unidade de controle" para dar banho em seus filhos. No entanto, isso parecia "supérfluo", então a intenção tornou-se que o episódio contasse "uma história muito simples" e, portanto, Brooker reduziu a trama. Embora os telespectadores possam presumir que os cães são a segurança do armazém, sendo este o local onde são vistos pela primeira vez, a intenção era que os cães tivessem surgido durante uma guerra. A camuflagem dos cães chegou a ser projetada mas foi descartada. Um modelo físico de um cão foi criado para o episódio para fornecer aos atores e à produção um conceito de seu tamanho e forma, mas, por outro lado, todos os cães foram adicionados digitalmente na pós-produção. A empresa de efeitos visuais DNEG foi contratada para trabalhar nos modelos dos robôs.

### Filmagens

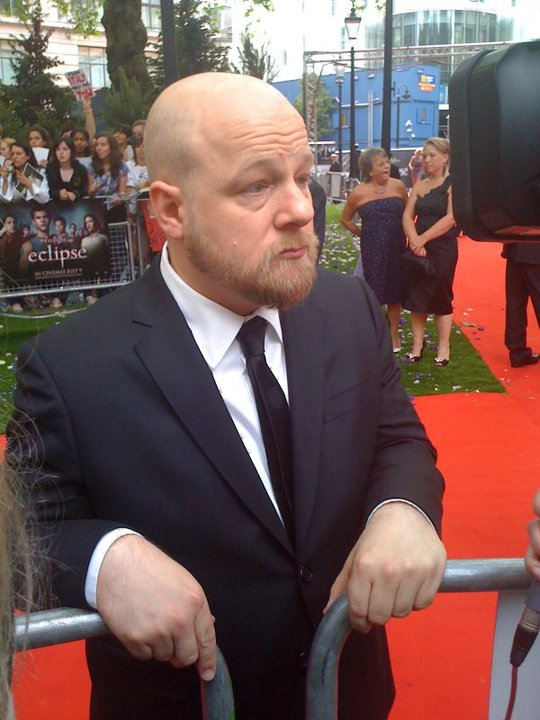
"Metalhead" foi dirigido por David Slade.

Slade recebeu o roteiro inicialmente em junho de 2016, enquanto terminava o trabalho na primeira temporada de American Gods. Slade esteve envolvido na escolha de Peake para integrar o elenco do episódio e teve grande autonomia durante as filmagens. Uma grande quantidade de reconhecimento de locais foi realizada, com Slade procurando por iluminação "incrivelmente suave e nublada" e "desolação". As filmagens duraram 12 dias e foram rodadas na Inglaterra, principalmente em Devon e nas redondezas de Londres. Usando o mínimo de diálogo possível no episódio, Slade notou que as cenas foram divididas em vários planos breves, já que as cenas que utilizavam telas verdes seriam difíceis para Peake.
As filmagens aconteceram com duas câmeras monocromáticas, muitas das quais não existiam na época. Nas cenas com Bella em um carro, um motorista remoto controlava a direção de um pod em cima do carro. Isso permitiu que Peake agisse com medo e mais realismo. Em determinado momento na mesma cena, um cão pula pela janela de um carro e atira no motorista. Essa sequência foi feita filmando o vidro sendo quebrado de verdade e, em seguida, adicionando o cão e o vidro quebrado adicional na fase de pós-produção.
Para fazer as cenas mostradas na perspectiva do cão foram utilizados scans com tecnologia LIDAR. Collins teve a ideia de que, na cena em que o cão escapa dos destroços do carro, a liberação de seu membro seria semelhante à ação de um mandril de perfuração. Collins notou que o cão é "quase humanizado" por seu movimento e braço danificado e comparou os membros multifacetados do cão com Pin Art.
A cena final mostra uma caixa cheia de ursos de pelúcia, que eram amarelos na vida real, mas aparecem brancos no episódio. Brooker originalmente considerou um aparelho como um Game Boy em vez de um ursinho de pelúcia, mas Slade insistiu em "algo que você pudesse tocar, que você pudesse segurar e que lhe daria conforto". Os ursinhos de pelúcia foram concebidos por Slade para serem o único elemento "macio e reconfortante" da história.

### Divulgação
Em maio de 2017, uma publicação no Reddit anunciou de forma não oficial os nomes e diretores dos seis episódios da quarta temporada de Black Mirror.  O primeiro trailer da série foi lançado pela Netflix em 25 de agosto de 2017 contendo os seis títulos dos episódios. Em outubro de 2017, Jones revelou que "Metalhead" foi totalmente filmado em preto e branco. 
A partir de 24 de novembro de 2017, a Netflix publicou uma série de cartazes e trailers para a quarta temporada do programa, denominado "13 Days of Black Mirror". O pôster promocional de "Metalhead" foi lançado em 2 de dezembro, e o trailer do episódio foi lançado em 3 de dezembro. O trailer fez um comentarista especular que o episódio poderia ser o "episódio mais perturbador até agora", com outro dizendo que o trailer era "enigmático". Em 6 de dezembro, a Netflix publicou um trailer com uma amálgama de cenas da quarta temporada junto com o anúncio de lançamento em 29 de dezembro.

## Análises
"Metalhead" foi descrito como gênero de ficção e de baixo conceito. Seu tom é de desolação. O episódio é "resumido e sem truques" e tem "o enredo mais simples da série". Alison Herman do The Ringer escreveu que é o único episódio que não pode ser interpretado como uma alegoria. Jacob Stolworthy do The Independent sugeriu que é o episódio mais assustador de Black Mirror, enquanto Bryan Bishop do The Verge escreveu que ele e sua esposa estavam "literalmente se contorcendo" enquanto assistiam. No entanto, David Sims, crítico da revista The Atlantic, comentou que ele tem pouco sangue quando comparado a outros trabalhos de ficção de sobrevivência protagonizados por uma pessoa apenas.

### Comparação com outros trabalhos
O episódio foi amplamente descrito como uma versão simplificada de The Terminator, um filme de 1984 que — semelhante a "Metalhead" — é "sobre uma atrapalhada fuga humana da perseguição incessante de um androide". Também foi comparado aos "altos da adrenalina" de Mad Max: Estrada da Fúria, um filme pós-apocalíptico de 2015 cujo diretor George Miller queria filmar em preto e branco. As comparações também foram feitas com o álbum Hopelessness de 2016, que "efetivamente comunica os horrores frios da guerra de drones", e o conto "Second Variety" escrito por Philip K. Dick. Scott Huver, da Variety, observou que o episódio é um dos vários trabalhos monocromáticos produzidos na mesma época com outros incluindo a série de antologia Feud do FX e o "Gotta Light?" do revival de Twin Peaks em 2017. Tim Surette, da revista TV Guide, comparou o terror do episódio aos episódios anteriores "Playtest" e "White Bear" de Black Mirror.
"Metalhead" contém vários easter eggs — pequenos detalhes que fazem referência a outros episódios de Black Mirror. Um cartão postal e as letras "TCKR" em um caminhão referem-se a "San Junipero", enquanto "Callister" aparece na tela do computador em alusão a "USS Callister". Quando Clarke sequestra uma van no início do episódio, o texto na tela do carro se refere a episódios anteriores, além de conter a mensagem "POR QUE. você. se. incomodou. de. pausar. isto. sua. aberração". Os ursinhos de pelúcia brancos no final do episódio foram entendidos como uma referência ao episódio "White Bear".

### Temas
O episódio pode ser entendido como uma discussão para explorar o problema de controle de inteligência artifical: Ed Cumming do The Telegraph questionou como alguém poderia "estabelecer limites na crueldade" de um cão de guarda robótico. Enquanto assistia ao episódio, Nick Harley do Den of Geek questionou se os cães tinham autoconsciência. Ryan Lambie, outro crítico do Den of Geek, acreditava que os cães não eram inteligência artificial, já que sua "falta de empatia ou nuance emocional" sugere "lógica fria e pré-programada". Ryan Monty do Cultfix descreveu o episódio como uma "declaração urgente" sobre IA autônoma e ataques de drones. Bishop comentou que "Metalhead" pode ter sido concebido com a Amazon em mente, particularmente pelo seu uso de drones no transporte de encomendas. Antes de chegar à reviravolta final, Harley sugeriu que o episódio poderia ter sido sobre cuidados de saúde em um mundo onde a medicação é controlada pelo governo e protegida por IA.
Slade afirmou que se há um tema, é sobre "o quão é importante manter a nossa humanidade". Comentando sobre os ursinhos de pelúcia, Emily VanDerWerff disse em publicação na Vox que a mensagem pode ser que os humanos são "implacáveis em alguns contextos e bastante estúpidos e suaves em outros". Segundo Scott Beggs do Nerdist, o episódio implica que "brinquedos e arte são tão vitais para a sobrevivência quanto as outras coisas na base da hierarquia de Maslow". Steve O'Brien, do Digital Spy, achava que a moral é que "ainda há espaço para um gesto de ternura" no mundo pós-apocalíptico. Bishop acreditou que a história é sobre a "perda da inocência humana" como um sacrifício pelo progresso. Monty opinou que o episódio é sobre o triunfo da "eficácia da máquina fria e calculista" sobre a natureza humana.
Algumas análises discorreram sobre o diálogo no carro no início do episódio quando Bella, Anthony e Clarke passam por alguns chiqueiros. Bishop acreditou que a cena trata-se uma metáfora para a desigualdade econômica. VanDerWerff sugeriu que a cena evoca o princípio de predador e presa, comparando-a com o romance distópico Animal Farm de George Orwell.

## Recepção
O episódio recebeu críticas positivas em geral. No agregador de análises Rotten Tomatoes, o episódio detém uma pontuação de 69% com base em 26 avaliações, com uma classificação média de 6.90 de 10. Uma análise do Cultfix deu ao episódio nota oito de dez. No Den of Geek o episódio recebeu quatro de cinco estrelas e três de cinco estrelas no The Telegraph. Um crítico do The A.V. Club avaliou o episódio com nota B+. Stolworthy acreditou que "Metalhead" está no "escalão superior" dos episódios de Black Mirror, enquanto Adam Starkey do jornal Metro resumiu-o como "um experimento interessante e um limpador de palete bem-vindo", embora esteja longe de ser o melhor episódio. Beggs descreveu o episódio como "bonito, mas incrivelmente maçante".
Os críticos comentaram amplamente sobre a duração de 41 minutos do episódio. Sims elogiou o enredo como "tenso", escrevendo que não "perdeu um momento". Stolworthy opinou que o enredo "implacável" faz com que o episódio "pareça o mais longo" ao invés do menor episódio de Black Mirror, e Monty acredita que sua duração o torna "um dos episódios mais eficazes e arrepiantes". Bishop comentou que teria sido "insustentável" tornar o episódio mais longo e Starkey chamou a duração do episódio de um "alívio" ao invés de um "prejuízo". No entanto, Cumming acreditou que os temas do episódio não foram suficientes para sustentar seu tempo de duração.
O minimalismo do episódio foi elogiado por Zack Handlen do The A.V. Club tanto por suas "apostas claras e imediatas" quanto pela ameaça que mantém os espectadores interessados. No entanto, Handlen também afirmou que o episódio é limitado por sua simplicidade, e VanDerWerff o criticou como "o exato equilíbrio errado entre muita e pouca informação". Jacob Oller da revista Paste disse que o episódio "enrola demais" e criticou os elementos narrativos por falta de originalidade.
Stolworthy elogiou a atuação de Peake, dizendo que "eleva" o episódio e aumenta o medo do espectador pelo cão robótico. Harley elogiou seu desempenho por permitir que o público tivesse empatia imediata com sua personagem. Harley também elogiou a pungência da cena final de Bella. Monty opinou que "Peake mostra o melhor absoluto de suas habilidades", interpretando uma personagem que é "apropriadamente humana e enfática em sua vontade de sobreviver". Handlen elogiou-a como "fácil de torcer", dizendo que Peake "faz um bom trabalho em encontrar novas maneiras de ficar apavorado, com raiva, triunfante e deprimido". Cumming escreveu que o ator "nunca é difícil de assistir", mas tem apenas chance de expressar graus de terror.
Bishop comentou sobre o ritmo acelerado do episódio e escreveu que o cão parece ser "totalmente baseado na realidade". Sims elogiou que "cada vislumbre dos pântanos vazios na fotografia em preto e branco de alto contraste pula no telespectador", enquanto Lambie fez um comentário positivo sobre as fotografias finais do cenário. Harley notou o uso esparso de música para criar uma sensação de pavor. Monty elogiou a falta de exposição no episódio, acreditando ser o "aspecto mais forte", pois o público pode fazer inferências individuais sobre a história de fundo. Por outro lado, Beggs criticou que a falta de exposição dificultou ter empatia por Bella.
O final de "Metalhead" revela que a caixa do armazém continha ursinhos de pelúcia. Lambie sugeriu que isto é o "humor sombrio" de Brooker, e outro exemplo de como o programa explora os piores resultados das novas tecnologias. Beggs opinou que o final é um paradoxo "absurdamente barato" e "uma subversão notável e profundamente humana" dos filmes de apocalipse. Harley criticou o final como risível e nada profundo. Sims o criticou como "talvez um pouco fofo demais" e VanDerWerff o chamou de "sem sentido", e complementou que ele "fica em algum lugar entre a exasperação afetuosa pelas fraquezas da humanidade e uma piada de mau gosto". Starkey escreveu que o espectador fica no aguardo de uma revelação sobre o mundo ou o conflito que nunca acontece.
A aparência do cão foi amplamente elogiada: Cumming o chamou de "terrivelmente crível". Lambie opinou que a primeira aparição do cão no armazém é uma "apresentação soberba" e elogiou as armas "rancorosas e imprevisíveis" usadas pelo cachorro. Handlen ficou impressionado com a dramatização da equipe de efeitos especiais sobre "o que é essencialmente uma caixa com pernas", elogiando o design "assustadoramente real" do cão. Em contrapartida, Oller descreveu a aparência e a animação do cão como simplistas, comentando que "não é a máquina assassina imponente e minimalista que precisava ser". Oller também achou que o visual monocromático do episódio deu ao cenário um "brilho especialmente irreal".

### Rankingsde episódios deBlack Mirror
"Metalhead" foi amplamente listado nos rankings de críticos dos 19 episódios de Black Mirror, do melhor ao pior:
- 3º – Matt Donnelly e Tim Molloy, TheWrap[43]
- 6º – James Hibberd, Entertainment Weekly[44]
- 8º – Steve Greene, Hanh Nguyen e Liz Shannon Miller, IndieWire[45]
- 8º – Charles Bramesco, Vulture[46]
- 10º – Eric Anthony Glover, Entertainment Tonight[47]
- 10º – Corey Atad, Esquire[48]
- 11º – Morgan Jeffery, Digital Spy[49]
- 14º – Travis Clark, Business Insider[50]
- 17º – Aubrey Page, Collider[51]

A crítica Proma Khosla do Mashable classificou os episódios por tom, ao invés de qualidade, e concluiu que "Metalhead" é o 12º episódio mais pessimista da série.
Outros revisores classificaram "Metalhead" contra os outros cinco episódios da quarta temporada:
- 3º – Christopher Hooton, Jacob Stolworthy, The Independent[53]
- 5º (nota: C-) – TVLine[54]
- 6º – Paul Tassi, Forbes[55]

### Prêmios
"Metalhead" ganhou um prêmio BAFTA e foi indicado para o Visual Effects Society Award:
| Ano  | Prêmio                        | Categoria                                                         | Nomeado                                                             | Resultado | Ref.   |
| ---- | ----------------------------- | ----------------------------------------------------------------- | ------------------------------------------------------------------- | --------- | ------ |
| 2018 | BAFTA Television Craft Awards | Melhor Especial, Efeitos Visuais & Gráficos                       | Dneg TV, Jean-clement Soret, Russell McLean, Joel Collins           | Venceu    | [ 56 ] |
| 2018 | Visual Effects Society Awards | Melhor Personagem Animado em um Episódio ou Projeto em Tempo Real | Steven Godfrey, Stafford Lawrence, Andrew Robertson, Lestyn Roberts | Indicado  | [ 57 ] |